# Xenochrophis maculatus
Xenochrophis maculatus är en ormart som beskrevs av Edeling 1864. Xenochrophis maculatus ingår i släktet Xenochrophis och familjen snokar. IUCN kategoriserar arten globalt som livskraftig. Inga underarter finns listade i Catalogue of Life.
Arten förekommer på södra Malackahalvön, på Borneo, på Sumatra och på flera mindre öar i regionen. Den lever vid vattendrag och i träskmarker. Födan utgörs främst av groddjur. Honor lägger ägg.